# Chiesa di San Giacomo in Tavella
La chiesa di San Giacomo in Tavella è una piccola chiesa campestre che si trova appena fuori Ribis, nel comune di Reana del Rojale, in provincia di Udine. Si tratta di un antico edificio costruito nel Duecento.